# Båndbredde (datakommunikation)
 For alternative betydninger, se Båndbredde. (Se også artikler, som begynder med Båndbredde)
Båndbredde er et begreb der populært bruges inden for datakommunikation til at betegne kapaciteten af en kommunikationskanal (kommunikationslinje), forstået som den mængde data, der kan overføres per tidsenhed. Den måles normalt i bit per sekund (bps). 
Ofte sidestilles båndbredde med hastigheden af en given kommunikationskanal, men teknisk set er dataoverførselskapacitet en mere præcis betegnelse, dels fordi hastigheden er afhængig af flere ting, dels da båndbredde har flere betydninger. Hastigheden af kommunikationskanalen er både afhængig af latenstiden (eng. latency) og kapaciteten. Latenstiden, er den tid der går fra data afsendes (fx en forespørgsel eller et svar) til data er modtaget i den anden ende af kanalen. Populært kan man sammenligne båndbredde med tykkelsen på et vandrør (”hvor meget vand kan det transportere pr. tidsenhed”), mens latenstiden angiver den tid der går fra at vandet forlader vandværket til det løber ud af vandhanen.
For intranetforbindelser (LAN - Local Area Network) er den gængse båndbredde aktuelt (2020) 1 Gbps, men har historisk udviklet sig fra få Kbps (1980'erne) over 1, 10 og 100 MBbps (1990 til 2010'erne). For servernetværk, dvs. for det netværk der forbinder serverne i et givet servermiljø, måles hastigheden ofte (2020) i Tbps (Tera bps) eller Pbps (Peta bps). 
Internetforbindelser kan fås med mange forskellige båndbredder. De er ofte asymmetriske, idet kapaciteten er forskellig for hhv. modtagelse (download) og afsendelse (upload), og hastigheden må i de tilfælde angives med to tal, f.eks. 100/20 Mbps. Det første tal angiver datakapaciteten på modtagelse af data (download) og det andet tal datakapaciteten afsendelse (upload).
| Internet | Spire Denne internet-relaterede artikel er en spire som bør udbygges. Du er velkommen til at hjælpe Wikipedia ved at udvide den. |